# Rubia maymanensis
Rubia maymanensis är en måreväxtart som beskrevs av Friedrich Ehrendorfer och Schönb.-tem.. Rubia maymanensis ingår i släktet krappar, och familjen måreväxter. Inga underarter finns listade i Catalogue of Life.